# 2011年の日本公開映画
- 映画 > 映画の一覧 > 年度別日本公開映画 > 2011年の日本公開映画
- 映画 > 2011年の映画 > 2011年の日本公開映画

2011年の日本公開映画（2011ねんのにほんこうかいえいが）では、2011年（平成23年）1月1日から同年12月31日までに日本で商業公開された映画の一覧を記載。作品名の右の丸括弧内は製作国を示す。
記載の凡例については年度別日本公開映画#凡例を参照

## 作品一覧

### 1月
- 7日
  - アンストッパブル ( アメリカ合衆国)
- 8日
  - スプライス ( カナダ・ フランス)
  - デッドクリフ ( フランス)
  - やぎの冒険 ( 日本)
  - オボエテイル ( 日本)
  - しあわせの雨傘 ( フランス)
  - アイリス -THE LAST- ( 韓国)
  - 石の降る丘 ( 日本)
  - 食客2 優しいキムチの作り方 ( 韓国)
  - シャッフル2 エクスチェンジ ( アメリカ合衆国)
  - モルモット ( 日本)
  - THE JOYUREI 女優霊 ( アメリカ合衆国)
- 14日
  - 僕が結婚を決めたワケ ( アメリカ合衆国)
- 15日
  - その街のこども 劇場版 ( 日本)
  - わが心の歌舞伎座 ( 日本)
  - ソーシャル・ネットワーク ( アメリカ合衆国)
  - 愛する人 ( アメリカ合衆国・ スペイン)
  - 僕と妻の1778の物語 ( 日本)
  - ウッドストックがやってくる! ( アメリカ合衆国)
  - ヤコブへの手紙 ( フィンランド)
  - サビ男サビ女 ( 日本)
  - WE DON'T CARE ABOUT MUSIC ANYWAY... ( 日本)
  - ジャライノール ( 中国)
- 22日
  - 嘘つきみーくんと壊れたまーちゃん ( 日本)
  - デュー・デート 〜出産まであと5日!史上最悪のアメリカ横断〜 ( アメリカ合衆国)
  - フード・インク ( アメリカ合衆国)
  - DOCUMENTARY of AKB48 to be continued 10年後、少女たちは今の自分に何を思うのだろう? ( 日本)
  - YOYOCHU SEXと代々木忠の世界 ( 日本)
  - 180°SOUTH/ワンエイティ・サウス ( アメリカ合衆国)
  - ねこばん3D とび出すにゃんこ ( 日本)
  - 劇場版 ブレイク ブレイド 第五章/死線ノ涯 ( 日本)
  - グリーン・ホーネット ( アメリカ合衆国)
  - 天装戦隊ゴセイジャーVSシンケンジャー エピックon銀幕 ( 日本)
  - 犬とあなたの物語 いぬのえいが ( 日本)
  - 完全なる報復 ( アメリカ合衆国)
  - ソウル・キッチン ( ドイツ)
  - イップ・マン 葉問 ( 香港)
  - ハーモニー 心をつなぐ歌 ( 韓国)
  - カンフーサイボーグ ( 香港・ 中国)
  - ネスト ( アメリカ合衆国)
  - ハイブリッド刑事 ( 日本/アニメ)
  - 不倫純愛 ( 日本)
- 29日
  - ワラライフ!! ( 日本)
  - 白夜行 ( 日本)
  - RED/レッド ( アメリカ合衆国)
  - 369のメトシエラ -奇跡の扉- ( 日本)
  - ブローン・アパート ( イギリス)
  - GANTZ ( 日本)
  - テレビまんが 昭和物語 劇場版 ( 日本)
  - ポンヌフの恋人 ( フランス)
  - 冷たい熱帯魚 ( 日本)

### 2月
- 4日
  - ウォール・ストリート ( アメリカ合衆国)
- 5日
  - ザ・タウン ( アメリカ合衆国)
  - ティーンエイジ・パパラッチ ( アメリカ合衆国)
  - 再会の食卓 ( 中国)
  - 私の愛、私のそばに ( 韓国)
  - KG カラテガール ( 日本)
  - ケータイ刑事 THE MOVIE3 モーニング娘。救出大作戦!〜パンドラの箱の秘密 ( 日本)
  - 平成ジレンマ ( 日本)
  - kocorono ( 日本)
  - SUCK ( カナダ)
  - 心中天使 ( 日本)
  - エグザイル・プライド ( 日本)
  - リセット ( アメリカ合衆国)
  - ジーン・ワルツ ( 日本)
  - 毎日かあさん ( 日本)
- 11日
  - 洋菓子店コアンドル ( 日本)
  - 幸せの始まりは ( アメリカ合衆国)
  - パラノーマル・アクティビティ2 ( アメリカ合衆国)
  - 太平洋の奇跡 -フォックスと呼ばれた男- ( 日本)
  - あしたのジョー ( 日本)
- 12日
  - ギャングスタ ( 日本)
- 19日
  - ミツバチの羽音と地球の回転 ( 日本)
  - ヒア アフター ( アメリカ合衆国)
  - ありあまるごちそう ( オーストラリア)
  - 戦火の中へ ( 韓国)
  - サラエボ, 希望の街角 ( ボスニア・ヘルツェゴビナ)
  - MAD探偵 7人の容疑者 ( 香港)
  - トスカーナの贋作 ( フランス・ イタリア)
  - 学校をつくろう ( 日本)
  - バレッツ ( フランス)
  - GONZO〜ならず者ジャーナリスト、ハンター・S・トンプソンのすべて〜 ( アメリカ合衆国)
  - 男たちの挽歌 A BETTER TOMORROW ( 香港)
  - イップ・マン 序章 ( 香港)
- 25日
  - ナルニア国物語/第3章:アスラン王と魔法の島 ( アメリカ合衆国)
  - 恋とニュースのつくり方 ( アメリカ合衆国)
- 26日
  - シリアスマン ( アメリカ合衆国)
  - 英国王のスピーチ ( イギリス・ オーストラリア)
  - 世界のどこにでもある、場所 ( 日本)
  - 死にゆく妻との旅路 ( 日本)
  - 悪魔を見た ( 韓国)
  - アンチクライスト ( デンマーク・ ドイツ・ フランス・ スウェーデン・ イタリア・ ポーランド)
  - 劇場版 マクロスF 恋離飛翼〜サヨナラノツバサ〜 ( 日本)
  - ワールドプロレスリング1.4東京ドーム3D ( 日本)[1]

### 3月
- 5日
  - 大韓民国1% ( 韓国)
  - 庭にお願い ( 日本)
  - アメイジング・グレイス ( イギリス)
  - 再生の朝に -ある裁判官の選択- ( 中国)
  - ショパン 愛と哀しみの旋律 ( ポーランド)
  - 神々と男たち ( フランス)
  - さくら、さくら 〜サムライ化学者・高峰譲吉の生涯〜 ( 日本)
  - コリン LOVE OF THE DEAD ( イギリス)
  - ドラえもん 新・のび太と鉄人兵団 〜はばたけ 天使たち〜 ( 日本/アニメ)
  - わさお ( 日本)
  - アレクサンドリア ( スペイン)
  - ツーリスト ( アメリカ合衆国)
  - ブンミおじさんの森 ( タイ・ イギリス・ フランス・ ドイツ・ スペイン)
  - デストロイ ヴィシャス ( 日本)
- 12日
  - 塔の上のラプンツェル ( アメリカ合衆国/アニメ)
  - ランナウェイズ ( アメリカ合衆国)
  - SP THE MOTION PICTURE 革命篇 ( 日本)
  - 落語物語 ( 日本)
  - 劇場版アニメ 忍たま乱太郎 忍術学園 全員出動!の段 ( 日本)
  - ホームカミング ( 日本)
  - ナナとカオル ( 日本)
  - 台北の朝、僕は恋をする ( 台湾)
  - マイキー & ニッキー ( アメリカ合衆国)
- 18日
  - トゥルー・グリット ( アメリカ合衆国)
- 19日
  - ランウェイ☆ビート ( 日本)
  - 漫才ギャング ( 日本)
  - ONE PIECE 3D 麦わらチェイス ( 日本)
  - トリコ 3D 開幕!グルメアドベンチャー!! ( 日本)
  - お家をさがそう ( アメリカ合衆国)
  - ファンタスティック Mr.FOX ( アメリカ合衆国/アニメ)
  - 映画 プリキュアオールスターズDX3 未来にとどけ! 世界をつなぐ☆虹色の花 ( 日本)
  - 市民ポリス69 ( 日本)
  - ショージとタカオ ( 日本)
  - Chatroom/チャットルーム ( イギリス)
  - 女忍 KUNOICHI ( 日本)
- 26日
  - 名前のない少年、脚のない少女 ( ブラジル・ フランス)
  - ビー・デビル ( 韓国)
  - BADBOYS ( 日本)
  - 攻殻機動隊 S.A.C. SOLID STATE SOCIETY 3D ( 日本)
  - ピュ〜ぴる ( 日本)
  - イリュージョニスト ( イギリス・ フランス)
  - 劇場版 ブレイク ブレイド 第六章/慟哭ノ砦 ( 日本)
  - ザ・ファイター ( アメリカ合衆国)
  - わたしを離さないで ( アメリカ合衆国)

### 4月
- 1日
  - オーズ・電王・オールライダー レッツゴー仮面ライダー ( 日本)
  - 高校デビュー ( 日本)
  - 婚前特急 ( 日本)
- 2日
  - 愛しきソナ ( 韓国・ 日本)
  - 悲しみのミルク ( ペルー)
  - 劇場版 神聖かまってちゃん ロックンロールは鳴り止まないっ ( 日本)
  - SOMEWHERE ( アメリカ合衆国)
  - 100,000年後の安全 ( デンマーク・ フィンランド・ スウェーデン・ イタリア)
  - 処刑教室 ( アメリカ合衆国)
  - 津軽百年食堂 ( 日本)
  - ほしのふるまち ( 日本)
  - Lily ( アメリカ合衆国)
- 9日
  - ガクドリ ( 日本)
  - 管制塔 ( 日本)
  - ザ・ライト -エクソシストの真実- ( アメリカ合衆国)
  - ナンネル・モーツァルト 哀しみの旅路 ( フランス)
  - はい!もしもし、大塚薬局ですが ( 日本)
  - 引き裂かれた女 ( フランス)
  - ミス・ギャングスター ( 韓国)
- 15日
  - エンジェル ウォーズ ( アメリカ合衆国)
  - ガリバー旅行記 ( アメリカ合衆国)
- 16日
  - Abed〜二十歳の恋 ( 日本)
  - キラー・インサイド・ミー ( アメリカ合衆国)
  - クレヨンしんちゃん 嵐を呼ぶ黄金のスパイ大作戦 ( 日本)
  - 木洩れ日の家で ( ポーランド)
  - 素晴らしい一日 ( 韓国)
  - 戦火のナージャ ( ロシア)
  - 孫文の義士団 ( 中国・ 香港)
  - ダンシング・チャップリン ( 日本)
  - ピンク・スバル ( 日本・ イタリア)
  - 名探偵コナン 沈黙の15分 ( 日本)
- 22日
  - 抱きたいカンケイ ( アメリカ合衆国)
- 23日
  - イヴ・サンローラン ( フランス)
  - GANTZ: PERFECT ANSWER ( 日本)
  - 歓待 ( 日本)
  - きかんしゃトーマス ミスティアイランド レスキュー大作戦!! ( アメリカ合衆国)
  - 少年マイロの火星冒険記3D ( アメリカ合衆国)
  - ナチス、偽りの楽園 ハリウッドに行かなかった天才 ( アメリカ合衆国)
  - ブルーバレンタイン ( アメリカ合衆国)
  - 魔法少女を忘れない ( 日本)
  - まほろ駅前多田便利軒 ( 日本)
  - メアリー & マックス ( オーストラリア)
- 29日
  - 生き残るための3つの取引 ( 韓国)
  - 鬼神伝 ( 日本)
  - きっかけはYOU! ( 日本)
  - キッズ・オールライト ( アメリカ合衆国)
  - スコット・ピルグリム VS. 邪悪な元カレ軍団 ( アメリカ合衆国・ イギリス・ 日本・ カナダ)
  - 豆富小僧 ( 日本)
  - 阪急電車 片道15分の奇跡 ( 日本)
  - 八日目の蝉 ( 日本)
- 30日
  - アバター ( 日本)
  - これでいいのだ!!映画★赤塚不二夫 ( 日本)
  - ザ・ホークス ハワード・ヒューズを売った男 ( アメリカ合衆国)
  - シンパシー・フォー・デリシャス ( アメリカ合衆国)
  - マーラー 君に捧げるアダージョ ( ドイツ・ オーストリア)
  - ミスター・ノーバディ ( フランス・ ドイツ・ ベルギー・ カナダ)
  - モア・ザン・ア・ゲーム ( アメリカ合衆国)
  - 四つのいのち ( イタリア・ ドイツ・ スイス)

### 5月
- 6日
  - ジャッカス3D ( アメリカ合衆国)
- 7日
  - 岳-ガク- ( 日本)
  - 星を追う子ども ( 日本)
  - それでも花は咲いていく ( 日本)
  - ルパンの奇巌城 ( 日本)
  - アンノウン ( アメリカ合衆国)
  - ジャスティン・ビーバー ネヴァー・セイ・ネヴァー ( アメリカ合衆国)
  - パーフェクト・ホスト 悪夢の晩餐会 ( アメリカ合衆国)
  - 4月の涙 ( フィンランド・ ドイツ・ ギリシャ)
  - 共喰山 ( オーストラリア)
  - 昼間から呑む ( 韓国)
- 11日
  - ブラック・スワン ( アメリカ合衆国)
- 14日
  - 少女たちの羅針盤 ( 日本)
  - 大木家のたのしい旅行 新婚地獄篇 ( 日本)
  - キミとボク ( 日本)
  - スリー☆ポイント ( 日本)
  - 富江 アンリミテッド ( 日本)
  - コネコノキモチ ( 日本)
  - 未来の記録 ( 日本)
  - ジュリエットからの手紙 ( アメリカ合衆国)
  - モーツァルトの恋 ( オーストラリア)
- 20日
  - パイレーツ・オブ・カリビアン/生命の泉 ( アメリカ合衆国)
- 21日
  - ゲンスブールと女たち ( アメリカ合衆国・ フランス)
  - アトムの足音が聞こえる ( 日本)
  - エクレール〜お菓子放浪記 ( 日本)
  - レッド・バロン ( ドイツ)
  - アウェイク ( アメリカ合衆国)
  - インサイド・ジョブ 世界不況の知られざる真実 ( アメリカ合衆国)
  - ファースター 怒りの銃弾 ( アメリカ合衆国)
  - 恐怖新聞 ( 日本)
- 27日
  - アジャストメント ( アメリカ合衆国)
- 28日
  - マイ・バック・ページ ( 日本)
  - 処刑剣 14BLADES ( 中国)
  - ドリーム・ホーム ( 香港)
  - TAKAMINE 〜アメリカに桜を咲かせた男〜 ( 日本)
  - ヤバい経済学 ( アメリカ合衆国)
  - 幸せの太鼓を響かせて 〜INCLUSION〜 ( 日本)
  - CHLOE/クロエ ( フランス・ アメリカ合衆国・ カナダ)
  - ポールダンシングボーイ☆ず ( 日本)
  - プリンセス トヨトミ ( 日本)
  - 愛の勝利を ムッソリーニを愛した女 ( イタリア・ フランス)
  - 手塚治虫のブッダ -赤い砂漠よ!美しく- ( 日本)

### 6月
- 4日
  - パラダイス・キス ( 日本)
  - もし高校野球の女子マネージャーがドラッカーの『マネジメント』を読んだら ( 日本)
  - 光のほうへ ( デンマーク)
  - レイキャヴィク・ホエール・ウォッチング・マサカー ( アイスランド)
  - 劇場版 戦国BASARA -The Last Party- ( 日本)
  - ソリタリー・マン ( アメリカ合衆国)
  - 軽蔑 ( 日本)
  - バビロンの陽光 ( イラク・ イギリス・ フランス・ オランダ・ パレスチナ・ アラブ首長国連邦・ エジプト)
  - アイ・スピット・オン・ユア・グレイヴ ( アメリカ合衆国)
- 10日
  - 赤ずきん ( アメリカ合衆国)
- 11日
  - テンペスト ( アメリカ合衆国)
  - 星守る犬 ( 日本)
  - さや侍 ( 日本)
  - 奇跡 ( 日本)
  - 見えないほどの遠くの空を ( 日本)
  - 遙かなるふるさと 旅順・大連 ( 日本)
  - アリス・クリードの失踪 ( イギリス)
  - ゴーカイジャー ゴセイジャー スーパー戦隊199ヒーロー大決戦 ( 日本)
  - X-MEN:ファースト・ジェネレーション ( アメリカ合衆国)
- 18日
  - プッチーニの愛人 ( イタリア)
  - スカイライン -征服- ( アメリカ合衆国)
  - 歌う!ヒットマン3D ( 日本)
  - 風吹く良き日 ( 韓国)
  - 127時間 ( アメリカ合衆国)
  - あぜ道のダンディ ( 日本)
  - 飯と乙女 ( 日本)
  - ロシアン・ルーレット ( アメリカ合衆国)
  - 東京公園 ( 日本)
  - テザ 慟哭の大地 ( エチオピア・ ドイツ・ フランス)
  - あなたの初恋探します ( 韓国)
  - アベックパンチ ( 日本)
  - ロスト・アイズ ( スペイン)
- 24日
  - SUPER8/スーパーエイト ( アメリカ合衆国)
- 25日
  - アンダルシア 女神の報復 ( 日本)
  - BIUTIFUL ビューティフル ( メキシコ・ スペイン)
  - ゲキ×シネ「薔薇とサムライ」 ( 日本)
  - デンデラ ( 日本)
  - 劇場版そらのおとしもの 時計じかけの哀女神 ( 日本)
  - 犬飼さんちの犬 ( 日本)
  - セヴァンの地球のなおし方 ( フランス・ 日本・ カナダ)
  - 酔拳 レジェンド・オブ・カンフー ( 中国)
  - エクソシズム ( スペイン)
  - メタルヘッド ( アメリカ合衆国)
  - 能楽師 伝承 ( 日本)

### 7月
- 1日
  - ハングオーバー!! 史上最悪の二日酔い、国境を越える ( アメリカ合衆国)
- 2日
  - 小川の辺 ( 日本)
  - ザ・キング・オブ・ファイターズ ( アメリカ合衆国)
  - 水曜日のエミリア ( アメリカ合衆国)
  - スペイン一家監禁事件 ( スペイン)
  - それいけ!アンパンマン すくえ! ココリンと奇跡の星 ( 日本)
  - チョン・ウチ 時空道士 ( 韓国)
  - 沈黙の宿命 TRUE JUSTICE PART1 ( アメリカ合衆国)
  - ナニー・マクフィーと空飛ぶ子ブタ ( イギリス・ フランス・ アメリカ合衆国)
  - 鋼の錬金術師 嘆きの丘の聖なる星 ( 日本)
  - 蜂蜜 ( トルコ・ ドイツ)
  - VEIN -静脈- ( 日本)
  - マイティ・ソー ( アメリカ合衆国)
  - ムカデ人間 ( オランダ・ イギリス)
  - ラスト・ターゲット ( アメリカ合衆国)
- 8日
  - アイ・アム・ナンバー4 ( アメリカ合衆国)
- 9日
  - 陰謀の代償 ( アメリカ合衆国)
  - 海洋天堂 ( 中国)
  - サンザシの樹の下で ( 中国)
  - ちいさな哲学者たち ( フランス)
- 15日
  - ハリー・ポッターと死の秘宝 PART2 ( アメリカ合衆国・ イギリス)
- 16日
  - イグジット・スルー・ザ・ギフトショップ ( アメリカ合衆国)
  - いのちの子ども ( アメリカ合衆国・ イスラエル)
  - 大鹿村騒動記 ( 日本)
  - コクリコ坂から ( 日本)
  - 劇場版ポケットモンスター ベストウイッシュ ビクティニと黒き英雄 ゼクロム ( 日本)
  - 劇場版ポケットモンスター ベストウイッシュ ビクティニと白き英雄 レシラム ( 日本)
  - デビル ( アメリカ合衆国)
  - ネイキッドボーイズ・ショートムービー Vol.1 ( 日本)
  - Peace ピース ( 日本)
  - men's egg Drummers -メンズエッグ・ドラマーズ- ( 日本)
- 23日
  - あぜみちジャンピンッ! ( 日本)
  - AVN/エイリアンVSニンジャ ( 日本)
  - 黄色い星の子供たち ( フランス・ ドイツ・ ハンガリー)
  - グッド・ハーブ ( メキシコ)
  - 極道兵器 ( 日本)
  - 人生、ここにあり! ( イタリア)
  - デッドボール ( 日本)
  - 忍たま乱太郎 ( 日本)
  - ヘルドライバー ( 日本)
  - モンスターズ/地球外生命体 ( イギリス)
  - ロック 〜わんこの島〜 ( 日本)
- 29日
  - トランスフォーマー/ダークサイド・ムーン ( アメリカ合衆国)
- 30日
  - エッセンシャル・キリング ( ポーランド・ ノルウェー・ アイルランド・ ハンガリー)
  - おじいさんと草原の小学校 ( イギリス)
  - カーズ2 ( アメリカ合衆国)
  - 劇場版 NARUTO -ナルト- ブラッド・プリズン ( 日本)
  - 劇場版 ハートの国のアリス 〜Wonderful Wonder World〜 ( 日本)
  - スーパー! ( アメリカ合衆国)
  - デビルクエスト ( アメリカ合衆国)
  - 復讐捜査線 ( イギリス・ アメリカ合衆国)
  - ふたりのヌーヴェルヴァーグ ゴダールとトリュフォー ( フランス)

### 8月
- 5日
  - モールス ( アメリカ合衆国)
- 6日
  - 一枚のハガキ ( 日本)
  - こちら葛飾区亀有公園前派出所 (テレビドラマ)#劇場版( 日本)
  - 行け!男子高校演劇部 ( 日本)
  - 乱反射 ( 日本)
  - ミラル ( フランス・ イスラエル・ イタリア・ インド)
  - ドライブ・アングリー3D ( アメリカ合衆国)
  - スノーフレーク ( 日本)
  - ぼくたちは見た -ガザ・サムニ家の子どもたち- ( 日本)
  - この愛のために撃て ( フランス)
  - ヒマラヤ 運命の山 ( ドイツ)
  - ワンヴォイス〜ハワイの心を歌にのせて〜 ( アメリカ合衆国)
  - 2ちゃんねるの呪い 劇場版 ( 日本)
  - はだしのゲンが見たヒロシマ ( 日本)
  - トライアングル ( イギリス・ オーストラリア)
  - 劇場版 仮面ライダーオーズ WONDERFUL 将軍と21のコアメダル ( 日本)
  - 海賊戦隊ゴーカイジャー THE MOVIE 空飛ぶ幽霊船 ( 日本)
- 12日
  - ツリー・オブ・ライフ ( アメリカ合衆国)
- 13日
  - ペーパーバード 幸せは翼にのって ( スペイン)
  - メカニック ( アメリカ合衆国)
  - 未来を生きる君たちへ ( デンマーク・ スウェーデン)
  - アメイジング グレイス 〜儚き男たちへの詩〜 ( 日本)
  - 赤い珊瑚礁 オープン・ウォーター ( オーストラリア)
  - ジョン・レノン,ニューヨーク ( アメリカ合衆国)
- 19日
  - カンフー・パンダ2 ( アメリカ合衆国)
  - イースターラビットのキャンディ工場 ( アメリカ合衆国)
- 20日
  - うさぎドロップ ( 日本)
  - シャンハイ ( アメリカ合衆国)
  - 七つまでは神のうち ( 日本)
  - リメンバー・ミー ( アメリカ合衆国)
  - タクミくんシリーズ あの、晴れた青空 ( 日本)
  - アザー・ガイズ 俺たち踊るハイパー刑事! ( アメリカ合衆国)
- 27日
  - 日輪の遺産 ( 日本)
  - ゴーストライター ( フランス・ ドイツ・ イギリス)
  - 神様のカルテ ( 日本)
  - ハウスメイド ( 韓国)
  - ピラニア3D ( アメリカ合衆国)
  - ハンナ ( アメリカ合衆国)
  - あしたのパスタはアルデンテ ( イタリア)
  - サヴァイヴィング・ライフ -夢は第二の人生- ( チェコ)
  - 劇場版 魔法先生ネギま! ANIME FINAL ( 日本)
  - 劇場版 ハヤテのごとく! HEAVEN IS A PLACE ON EARTH ( 日本)
  - アップサイド・ダウン: クリエイションレコーズ・ストーリー ( イギリス)
  - ホームランが聞こえた夏 ( 韓国)
  - レイン・オブ・アサシン ( 中国・ 香港・ 台湾)
  - インシディアス ( アメリカ合衆国)
  - LIFE IN A DAY 地球上のある一日の物語 ( イギリス・ アメリカ合衆国)
  - 犬のおまわりさん てのひらワンコ3D ( 日本)

### 9月
- 1日
  - カウントダウンZERO ( アメリカ合衆国)
  - ライフ -いのちをつなぐ物語- ( イギリス)
- 3日
  - 監督失格 ( 日本)
  - くまのプーさん ( アメリカ合衆国)
  - Livespire 「A3D II ayumi hamasaki Rock'n Roll Circus Tour FINAL 〜7days Special〜」 ( 日本)
  - 劇場版テニスの王子様 英国式庭球城決戦! ( 日本)
  - 朱花の月 ( 日本)
  - 鉄拳 ブラッド・ベンジェンス ( 日本)
  - マルドゥック・スクランブル/燃焼 ( 日本)
  - パレルモ・シューティング ( アメリカ合衆国)
  - 君の好きなうた ( 日本)
- 9日
  - スマーフ ( アメリカ合衆国)
  - ゲット・ラウド ジ・エッジ、ジミー・ペイジ、ジャック・ホワイト×ライフ×ギター
- 10日
  - グリーン・ランタン ( アメリカ合衆国)
  - 探偵はBARにいる ( 日本)
  - ミケランジェロの暗号 ( オーストリア)
  - タナトス ( 日本)
- 16日
  - サンクタム ( オーストラリア・ アメリカ合衆国)
- 17日
  - 世界侵略: ロサンゼルス決戦 ( アメリカ合衆国)
  - アンフェア the answer ( 日本)
  - アジョシ ( 韓国)
  - ザ・ウォード/監禁病棟 ( アメリカ合衆国)
  - ラビット・ホラー3D ( 日本)
  - 先生を流産させる会 ( 日本)
  - スパイキッズ4D:ワールドタイム・ミッション ( アメリカ合衆国)
  - ムーランルージュの青春 ( 日本)
  - 蛍火の杜へ ( 日本)
  - レジェンド・オブ・フィスト 怒りの鉄拳 ( 中国)
  - 女と銃と荒野の麺屋 ( 中国)
  - スイッチを押すとき ( 日本)
  - マイブリッジの糸 ( 日本)
  - ホワイト ( 韓国)
- 23日
  - 4デイズ ( アメリカ合衆国)
  - 僕たちは世界を変えることができない。but we wanna build a school in cambodia. ( 日本)
  - プリースト ( 韓国)
  - 極道めし ( 日本)
  - モテキ ( 日本)
  - スリーデイズ ( アメリカ合衆国)
  - セカンドバージン ( 日本)
  - 親愛なるきみへ ( アメリカ合衆国)
  - glee/グリー ザ・コンサート 3Dムービー ( アメリカ合衆国)
  - カンパニー・メン ( アメリカ合衆国)
- 24日
  - 家族X ( 日本)
  - さすらいの女神たち ( フランス)
  - 沈黙の春を生きて ( 日本)
  - 緑子/MIDORI-KO ( 日本)
  - 君へ。 ( 日本)
  - 蜘蛛の糸 ( 日本)

### 10月
- 1日
  - エンディングノート ( 日本)
  - 幸せパズル ( アルゼンチン・ フランス)
  - ステイ・フレンズ ( アメリカ合衆国)
  - スピーク ( アメリカ合衆国)
  - 天国からのエール ( 日本)
  - とある飛空士への追憶 ( 日本)
  - DOG×POLICE 純白の絆 ( 日本)
  - はやぶさ/HAYABUSA ( 日本)
  - ファイナル・デッドブリッジ ( アメリカ合衆国)
  - 5デイズ ( アメリカ合衆国)
  - ミステイクン ( 日本)
  - MADE IN JAPAN 〜こらッ!〜 ( 日本)
  - リミットレス ( アメリカ合衆国)
  - ワイルド・スピード MEGA MAX ( アメリカ合衆国)
  - ワールドプロレスリングG1クライマックス3D 2011 ( 日本)[2]
- 7日
  - 猿の惑星: 創世記 ( アメリカ合衆国)
- 8日
  - 明りを灯す人 ( キルギス・ フランス・ ドイツ・ イタリア・ オランダ)
  - アクシデント ( 香港)
  - アサシン ( 日本)
  - UNDERWATER LOVE -おんなの河童- ( 日本)
  - ヴァンパイア・ストーリーズ BROTHERS ( 日本)
  - クイック!! ( 韓国)
  - 地球にやさしい生活 ( アメリカ合衆国)
  - ツレがうつになりまして。 ( 日本)
  - 夜明けの街で ( 日本)
  - ラスト・エクソシズム ( アメリカ合衆国)
  - レア・エクスポーツ 〜囚われのサンタクロース〜 ( フィンランド)
- 14日
  - キャプテン・アメリカ/ザ・ファースト・アベンジャー ( アメリカ合衆国)
- 15日
  - アジアの純真 ( 日本)
  - 一命 ( 日本)
  - ヴァンパイア・ストーリーズ CHASERS ( 日本)
  - たまたま ( 日本)
  - 電人ザボーガー ( 日本)
  - PJ20 パール・ジャム トゥウェンティ ( アメリカ合衆国)
  - ブリッツ ( イギリス)
  - メサイア ( 日本)
- 22日
  - ウォーリアー&ウルフ ( 中国・ 香港・ シンガポール・ 日本)
  - エイリアン・ビキニの侵略 ( 韓国)
  - カウボーイ & エイリアン ( アメリカ合衆国)
  - カメリア ( タイ・ 日本・ 韓国)
  - 魚介類 山岡マイコ ( 日本)
  - サウダーヂ ( 日本)
  - シャッフル ( 日本)
  - スマグラー おまえの未来を運べ ( 日本)
  - 東京オアシス ( 日本)
  - 人喰猪、公民館襲撃す! ( 韓国)
  - やがて来たる者へ ( イタリア)
  - ヤクザガール 二代目は10歳 ( ロシア)
  - ランゴ ( アメリカ合衆国/アニメ)
  - Cheerfu11y（ 日本）
- 28日
  - 三銃士/王妃の首飾りとダ・ヴィンチの飛行船 ( フランス・ アメリカ合衆国・ イギリス・ ドイツ)
  - ミッション: 8ミニッツ ( アメリカ合衆国)
- 29日
  - ウィンターズ・ボーン ( アメリカ合衆国)
  - 映画 スイートプリキュア♪ とりもどせ! 心がつなぐ奇跡のメロディ♪ ( 日本)
  - がんばっぺ フラガール! 〜フクシマに生きる。彼女たちのいま〜 ( 日本)
  - グレン・グールド 天才ピアニストの愛と孤独 ( カナダ)
  - ゲーテの恋 〜君に捧ぐ「若きウェルテルの悩み」〜 ( ドイツ)
  - ゴメンナサイ ( 日本)
  - ゴモラ ( イタリア)
  - スクリーム4: ネクスト・ジェネレーション ( アメリカ合衆国)
  - ステキな金縛り ( 日本)
  - スパルタの海 ( 日本)
  - ちづる ( 日本)
  - 天皇ごっこ 見沢知廉・たった一人の革命 ( 日本)
  - ハートブレイカー ( フランス・ モナコ)
  - フェア・ゲーム ( アメリカ合衆国)
  - マーガレットと素敵な何か ( フランス・ ベルギー)
  - 密告・者 ( 香港)
  - モンスター上司 ( アメリカ合衆国)
  - ラルゴ・ウィンチ -裏切りと陰謀- ( フランス・ ドイツ・ ベルギー)
  - WAYA! 宇宙一のおせっかい大作戦 ( 日本)

### 11月
- 1日
  - パラノーマル・アクティビティ3 ( アメリカ合衆国)
- 3日
  - サラリーマンNEO 劇場版（笑） ( 日本)
  - 僕たちのバイシクル・ロード〜7大陸900日〜 ( イギリス)
- 5日
  - 1911 ( 中国)
  - おばあちゃん女の子 ( 日本)
  - 家族の庭 ( イギリス)
  - スリーピング ビューティー/禁断の悦び ( オーストラリア)
  - カイジ2 〜人生奪回ゲーム〜 ( 日本)
  - ハラがコレなんで ( 日本)
  - 僕たちのアフタースクール ( 日本)
  - 真夜中からとびうつれ ( 日本)
  - ラビット・ホール ( アメリカ合衆国)
- 11日
  - インモータルズ -神々の戦い- ( アメリカ合衆国)
  - マネーボール ( アメリカ合衆国)
- 12日
  - アンダー・コントロール ( ドイツ)
  - 海と自転車と天橋立 ( 日本)
  - 恋谷橋 ( 日本)
  - 恋の罪 ( 日本)
  - 孔子の教え ( 中国)
  - コンテイジョン ( アメリカ合衆国)
  - シェアハウス ( 日本)
  - 第7鉱区 ( 韓国)
  - フランス特殊部隊 GIGN 〜エールフランス8969便ハイジャック事件〜 ( フランス)
- 19日
  - 明日泣く ( 日本)
  - アントキノイノチ ( 日本)
  - カリーナの林檎 〜チェルノブイリの森〜 ( 日本)
  - 吉祥寺の朝日奈くん ( 日本)
  - ザ☆ビッグバン!! ( アメリカ合衆国)
  - ジョージ・ハリスン/リヴィング・イン・ザ・マテリアル・ワールド ( アメリカ合衆国)
  - 新少林寺/SHAOLIN ( 香港・ 中国)
  - ゾンビ処刑人 ( アメリカ合衆国)
  - テイカーズ ( アメリカ合衆国)
  - 天使突抜六丁目 ( 日本)
  - ネムリユスリカ ( 日本)
  - 指輪をはめたい ( 日本)
  - ラブ・アゲイン ( アメリカ合衆国)
  - ラブ & ドラッグ ( アメリカ合衆国)
  - RANGER 陸上自衛隊 幹部レンジャー訓練の91日 ( 日本)
- 23日
  - アーサー・クリスマスの大冒険 ( アメリカ合衆国)
- 24日
  - ウィ・キャント・ゴー・ホーム・アゲイン ( アメリカ合衆国)
- 26日
  - 忌野清志郎 ナニワ・サリバン・ショー 〜感度サイコー!!!〜 ( 日本)
  - 映画 怪物くん ( 日本)
  - ギャルバサラ -戦国時代は圏外です- ( 日本)
  - クロサワ映画2011〜笑いにできない恋がある〜 ( 日本)
  - サルトルとボーヴォワール 哲学と愛 ( フランス)
  - 地球防衛ガールズP9 ( 日本)
  - ハッピー フィート2 踊るペンギンレスキュー隊 ( アメリカ合衆国・ オーストラリア)
  - ハードロマンチッカー ( 日本)
  - フェイク・クライム ( アメリカ合衆国)
  - ブラッディ・パーティ ( ドイツ)
  - 不惑のアダージョ ( 日本)
  - ホーボー・ウィズ・ショットガン ( アメリカ合衆国)

### 12月
- 1日
  - タンタンの冒険/ユニコーン号の秘密 ( アメリカ合衆国)
  - 50/50 フィフティ・フィフティ ( アメリカ合衆国)
- 3日
  - 映画 けいおん! ( 日本)
  - RAILWAYS 愛を伝えられない大人たちへ ( 日本)
  - ピザボーイ 史上最凶のご注文 ( アメリカ合衆国)
  - クリスマスのその夜に ( ノルウェー・ ドイツ・ スウェーデン)
  - Lost Harmony ( 日本)
- 9日
  - リアル・スティール ( アメリカ合衆国)
  - ポール・マッカートニー/THE LOVE WE MAKE 〜9.11 からコンサート・フォー・ニューヨーク・シティへの軌跡 ( 日本)
- 10日
  - 源氏物語 千年の謎 ( 日本)
  - 仮面ライダー×仮面ライダー フォーゼ&オーズ MOVIE大戦MEGA MAX ( 日本)
  - トーキョードリフター ( 日本)
  - 瞳は静かに ( アルゼンチン)
  - エル・ブリの秘密 世界一予約のとれないレストラン ( ドイツ)
  - マイティ・ウクレレ ( カナダ)
  - スウィッチ ( フランス)
  - 惑星戦記ナイデニオン ( ドイツ)
- 16日
  - ミッション:インポッシブル/ゴースト・プロトコル ( アメリカ合衆国)
- 17日
  - サラの鍵 ( フランス)
  - friends もののけ島のナキ ( 日本)
  - 風にそよぐ草 ( フランス・ イタリア)
  - CUT ( 日本)
  - 灼熱の魂 ( カナダ・ フランス)
  - 王様ゲーム ( 日本)
  - 私だけのハッピー・エンディング ( アメリカ合衆国)
  - 無言歌 ( 香港・ フランス・ ベルギー)
  - ブリューゲルの動く絵 ( ポーランド・ スウェーデン)
  - ミツコ感覚 ( 日本)
  - 孤独な惑星 ( 日本)
  - ロンドン・ブルバード -LAST BODYGUARD- ( イギリス)
  - アイム・ヒア ( アメリカ合衆国)
  - みんなのしらないセンダック ( アメリカ合衆国)
  - オジー降臨 ( アメリカ合衆国)
  - 子どもたちの夏 チェルノブイリと福島 ( 日本)
  - 映画版 ふたりエッチ セカンド・キッス ( 日本)
- 21日
  - ワイルド7 ( 日本)
- 23日
  - 永遠の僕たち ( アメリカ合衆国)
  - 劇場版イナズマイレブンGO 究極の絆 グリフォン ( 日本)
  - 聯合艦隊司令長官 山本五十六 -太平洋戦争70年目の真実- ( 日本)
  - 運命の子 ( 中国)
  - ニューイヤーズ・イブ ( アメリカ合衆国)
  - 宇宙人ポール ( アメリカ合衆国)
  - ミラノ、愛に生きる ( イタリア)
  - ルルドの泉で ( オーストリア・ フランス・ ドイツ)